# Universidade Capilano
A Universidade Capilano (CapU) é uma universidade pública com sede em North Vancouver, Colúmbia Britânica, Canadá, com programação servindo a Sunshine Coast e o corredor Sea-to-Sky. Foi fundada em 1968 como Capilano College por conselhos escolares e residentes de North Shore e Howe Sound com base na necessidade de uma instituição pública atendendo as comunidades locais. A matrícula inicial foi de 784 alunos. Em 2008, a província mudou a designação do Capilano College para uma universidade e, a partir de 2018, cresceu e registrou aproximadamente 8.500 estudantes por ano. As ofertas acadêmicas da Universidade Capilano incluem artes liberais, programas profissionais e de carreira que levam a certificados, diplomas e diplomas em nível de graduação.